# مارتن غراو
مارتن غراو (بالألمانية: Martin Grau)‏ هو منافس ألعاب قوى ألماني، ولد في 26 مارس 1992 في هوشتات أن در آيش في ألمانيا.

## وصلات خارجية
- مارتن غراو على موقع الاتحاد الدولي لألعاب القوى (الإنجليزية)
- مارتن غراو على موقع الدوري الماسي (الإنجليزية)